# 허풍
"허풍"은 2013년에 개봉한 대한민국의 영화이다.

## 캐스팅
- 이정길 : 황 도사 역
- 김동수 : 용가리 역
- 박진위 : 존슨 역
- 이덕재 : 떡판이 역
- 라리사 : 외계녀 역
- 지나 : 정효성 역
- 지원 : 나정원 역
- 혜진 : 처녀귀신 역
- 채은 : 김연아 역
- 허민오 : 매니저 / 박찬호 역
- 김보민 : 존슨마누라 역